# Bruno Ribas
Bruno Ribeiro da Silva, mais conhecido como Bruno Ribas (Rio de Janeiro,  18 de Agosto de 1975) é um intérprete de samba-enredo brasileiro. Seus familiares são oriundos da Portela e Mangueira, sendo neto de Manacéa.

## Carreira

### Primeira escola, como intérprete e apoio de Neguinho e Jamelão
Após completar o serviço militar, resolveu investir na música. Com sua bela voz, foi parar no Morro de São Carlos fazendo parte do carro de som da Estácio de Sá em 2002, como apoio de Serginho do Porto. Sua estréia como intérprete principal ocorreu no ano de 2003, quando conduziu a emergente Inocentes da Baixada, com o samba O Gênio da Inocentes e a Lâmpada Maravilhosa, no Grupo A. ainda nesse ano, esteve na Mangueira. onde concorreu como compositor e defendendo seu próprio samba, sendo convidado a fazer parte da equipe de intérpretes auxiliares do mestre Jamelão.
Permaneceu como intérprete da Inocentes da Baixada, o que lhe valeu o Prêmio S@mba-Net de melhor intérprete do Grupo A. Em 2004 foi para Beija-Flor participando da disputa de samba para o enredo Manôa, Manaus, Amazônia Terra Santa. O samba foi campeão e, devido ao bom desempenho que teve na defesa do samba durante a disputa, foi integrado a equipe de apoio de Neguinho da Beija-Flor, a quem passou-lhe a considerar como seu padrinho no mundo do samba.

### No Grupo Especial e estando em outros lugares
Em 2005, quando estava quase fechando contrato para puxar o samba da São Clemente, surgiu um convite irrecusável para substituir Gera como a voz oficial da Portela, o que acabava sendo, de certa forma, um retorno às suas raízes. no ano de 2006, defendeu as cores da Grande Rio.
Transferiu-se em 2007 para a terceira escola diferente em três anos, a Mocidade onde esteve também em 2008. ainda nesse ano, defendeu as escolas de samba Império de Casa Verde, Cova da Onça e Paraíso School of Samba.

### Unidos da Tijuca e atualmente
Em 2009, acertou sua ida para a Unidos da Tijuca, na qual esteve nos títulos de 2010 e 2012. estando por cinco anos como intérprete oficial da agremiação Tijucana. sendo que quando ia estar por mais um ano a frente desta agremiação, foi surpreendido pelo seu afastamento
.
em 2013, voltou a São Paulo, pra ser um das vozes oficiais da Mocidade Unida da Mooca e da Império Serrano de Uruguaiana.
Depois da saída da Tijuca, tinha acertado seu retorno a Portela caso o ex-presidente (Nilo Figueiredo) tivesse sido reeleito. e a Mangueira. mas sem poder dividir com outra escola, Bruno seria exclusivo da Vai-Vai, em 2014. apesar de estar na Vai-Vai, Bruno não descarta estar numa escola de samba carioca, nesse ano. tendo ficado por pouco tempo na Saracura e o motivo foi o fato de ter usado a tradicional escola como trampolim para uma escola do Grupo Especial.
Mas ainda nesse ano, também defenderá as cores da Copacabana, de Porto Alegre. e retornando, como intérprete da Mocidade, dividindo com Dudu Nobre.
Saindo da estrela-guia de Padre Miguel, após o carnaval 2016. mas Bruno não ficará de fora pois retorna ao Carnaval paulistano, pra defender as cores da Tom Maior.
Bruno defendeu a Tom Maior em 2017 e 2018 e retornou ao Carnaval Carioca, onde defendeu as cores da São Clemente, ao formar trio com Leozinho Nunes e tendo Larissa Luz e Grazzi Brasil, respectivamente nos anos de 2019 e 2020. mas em 2022 novamente formando trio, dessa vez na Imperatriz, com Arthur Franco e Preto Jóia.

## Títulos e estatísticas
| Divisão          | Campeonato | Ano                                                      | Vice | Ano                                                          | Terceiro lugar | Ano                                                                                |
| ---------------- | ---------- | -------------------------------------------------------- | ---- | ------------------------------------------------------------ | -------------- | ---------------------------------------------------------------------------------- |
| Primeira Divisão | 3          | 2010 (Tijuca-RJ); 2012 (Tijuca-RJ); 2012 (Tamandaré-GUA) | 3    | 2006 (Grande Rio-RJ); 2011 (Tijuca-RJ); 2020 (Embaixada-GUA) | 4              | 2008 (Cova-URU); 2009 (Cova-URU); 2013 (Tijuca-RJ); 2019 (Imperatriz de Olaria-NF) |
| Segunda Divisão  | 2          | 2015 (Pega no Samba); 2024 (Unidos de Padre Miguel)      | 0    | -                                                            | 0              | -                                                                                  |

## Premiações
- Estandarte de Ouro

1. 2005 - Revelação (como intérprete da Portela) [1][21]
2. 2008 - Melhor intérprete (Mocidade) [1][22]
3. 2017 - Melhor samba-enredo (Beija-Flor - "A Virgem dos Lábios de Mel - Iracema") [23]

- Estrela do Carnaval

1. 2010 - Melhor intérprete (Unidos da Tijuca) [24]

- Gato de Prata

1. 2011 - Melhor intérprete (Unidos da Tijuca) [25]
2. 2024 - Melhor intérprete (Unidos de Padre Miguel)[26]

- Plumas & Paetês Cultural

1. 2010 - Melhor intérprete (Unidos da Tijuca) [27]

- Prêmio Feras da Sapucaí

1. 2023 - Melhor intérprete (Unidos de Padre Miguel) [28]
2. 2024 - Melhor intérprete (Unidos de Padre Miguel) [29]

- S@mba-Net

1. 2004 - Melhor intérprete (Inocentes da Baixada) [30][31]

- Troféu Rádio Manchete

1. 2011 - Melhor intérprete (Unidos da Tijuca) [32]

- Troféu Tupi Carnaval Total

1. 2005 - Revelação (como intérprete da Portela) [1]
2. 2007 - Melhor intérprete (Mocidade)
3. 2008 - Melhor intérprete (Mocidade) [1]
4. 2010 - Melhor intérprete (Unidos da Tijuca) [33]